# Niels Kristian Skovgaard

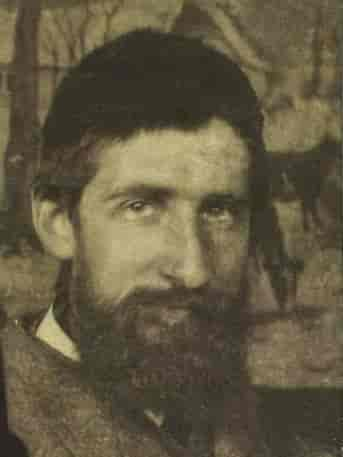

Niels Kristian Skovgaard (* 18. November 1858 in Kopenhagen; † 3. Februar 1938 in Kongens Lyngby) war ein dänischer Maler, Bildhauer und Kunsthandwerker.

## Leben
Niels Skovgaard war der jüngere Sohn des Landschaftsmalers und Professors an der Königlich Dänischen Kunstakademie P. C. Skovgaard und dessen Frau Georgia Maria Louise Schouw (1828–1868), der Tochter des Professors Joakim Frederik Schouw, einem Botaniker und Politiker. Er wuchs mit zwei Geschwistern auf, dem älteren Bruder Joakim Frederik und der Schwester Susette Cathrine, verh. Holten, beide wurden auch künstlerisch tätig.
Der Vater zählte zu den wichtigsten Malern des Goldenen Zeitalters Dänemarks (den danske guldalder) und war eng befreundet mit dem Dichter, Philosophen und Pfarrer N. F. S. Grundtvig. In der Tradition seines Vaters wurde auch Niels schon im Kindesalter im Malen und Zeichnen unterrichtet. Nach einer Malerlehre besuchte Skovgaard von 1874 bis 1879 die Kopenhagener Königlich Dänische Kunstakademie, privat unterstützt von dem Landschaftsmaler Janus la Cour (1837–1909), einem im Haus der Familie wohnenden Freund. 1880 hatte er sein Debüt auf der Charlottenborg Frühjahrs-Ausstellung (Forårsudstilling) mit Hollandsk skovparti med en studevogn (Holländische Waldszene mit einem Pferdefuhrwerk).
Nach dem Tod des Vaters im Jahr 1875 wurde er von seinem Mentor Janus la Cour und dessen Stimmungsmalerei beeinflusst, und seine frühen Gemälde zeigten die Tradition des dänischen Naturalismus. Eine im Jahre 1883 nach Paris führende Reise änderte seine Entwicklung. Seine Arbeiten erhielten unter dem Einfluss der französischen Freilichtmalerei (Plain air) stärkere Lichtkontraste, und er betonte, seine Bilder wie die Impressionisten im Freien vollenden zu wollen.
Ab Herbst 1884 experimentierte er zusammen mit seinen Geschwistern und weiteren Künstlern, u. a. Thorvald Bindesbøll, Theodor Philipsen und Elise Konstantin-Hansen mit dekorativer Keramik. Diese Arbeiten fanden in der Töpferwerkstatt von Johan Wallmann (1831–1923) in Utterslev und später in der Lervarefabrik Kopenhagen (Töpferfabrik) bei G. Eifrig in Valby statt. Diese Beschäftigung endete in den frühen 1890er Jahren, war aber von großer Bedeutung für seine spätere Bildhauerei und Illustration. Mit dem polychromen Keramikrelief Aage og Else (1887) nach einem dänischen Volkslied begann er seine skulpturale Arbeit.
Im Jahre 1891 war er neben seinen Geschwistern Mitbegründer von Den Frie Udstilling (Die Freie Ausstellung) – einer dänischen Secession – aus Protest gegen die Zugangsbestimmungen zu der etablierten Charlottenborg Frühjahrs-Ausstellung (Forårsudstilling). In den Frie stellte er regelmäßig seine Werke aus.
Auf seinen Reisen nach Griechenland 1888/89 mit Kristian Zahrtmann und Malthe Engelsted (1852–1930) und erneut 1894–1896 auf der Hochzeitsreise mit seiner Frau Ingeborg Luplau Møller (* 17. Januar 1867; † 25. November 1957) und der Freundin Elise Konstantin-Hansen bekam er Gelegenheit, antike Skulpturen zu studieren, denen sein besonderes Interesse galt. So arbeitete er jahrelang an der Rekonstruktion der Figurengruppe aus dem Westgiebel des Zeustempels von Olympia. Seine kunstarchäologischen Forschungen fanden sich wieder in einem 1905 vorgelegten, vielbeachteten Vorschlag zur Rekonstruktion der Apollongruppe des Zeustempels.

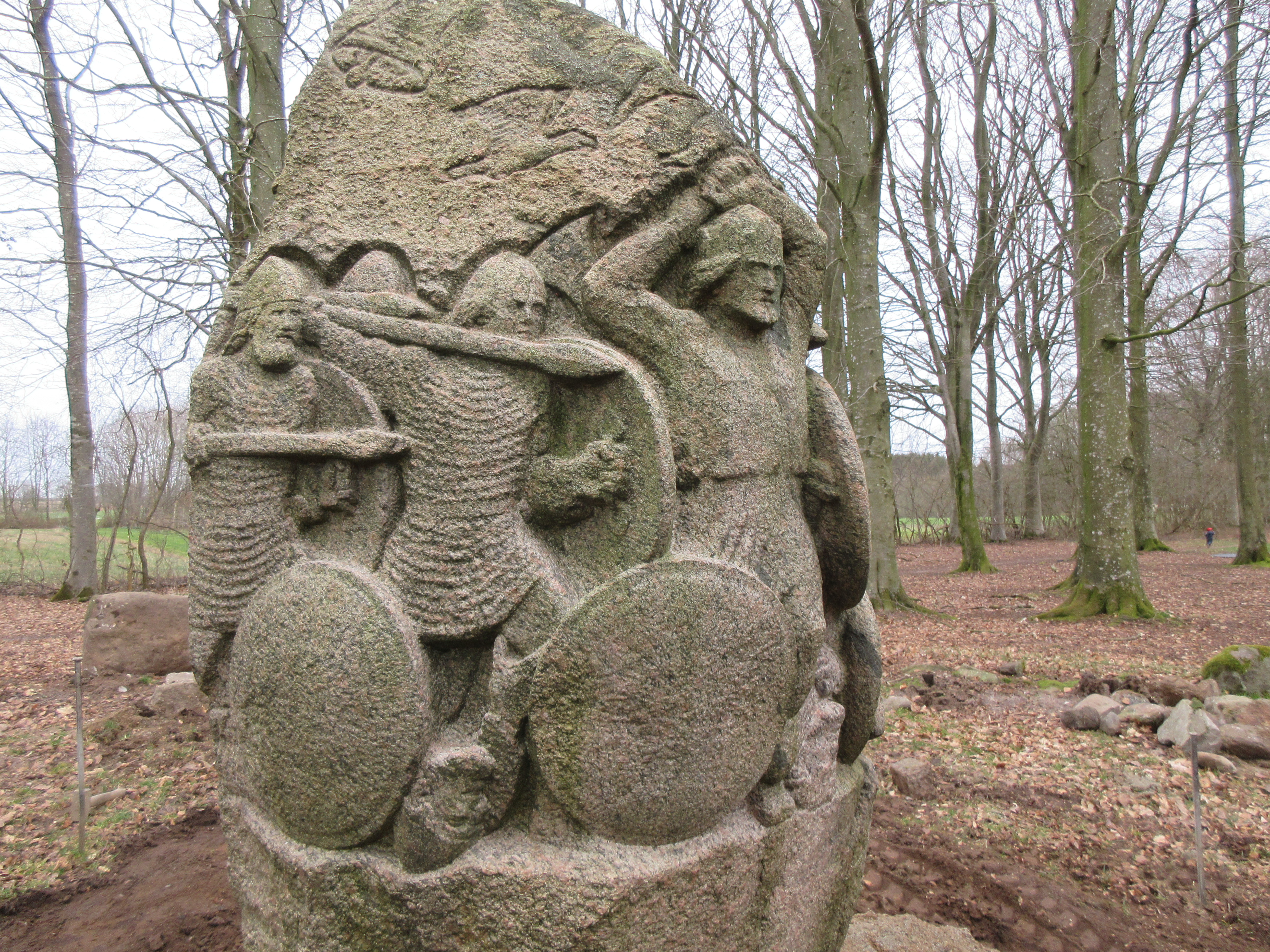
Magnusstenen

Er schuf den 1898 enthüllten Magnusstenen (Magnus-Stein) für „Skibelund Krat“, einen nationalen Versammlungsort in Süderjütland in der Nähe von Vejen. Dieses „dramatisch erzählende, kraftvolle und einfache“ Monument – von dem Schriftsteller Thor Lange gestiftet – erinnert an Magnus den Gode und dessen Sieg in der Slaget på Lyrskov Hede (Schlacht auf der Lürschauer Heide) am 28. September 1043. Der Havhestebrønden (Seepferdchenbrunnen) von 1916 und die mächtige Statue Grundtvig og livskilden (Grundtvig und die Quelle des Lebens) von 1931 bilden ähnliche Höhepunkte in seiner bildhauerischen Arbeit und gelten heute als Meisterwerke in der Geschichte der dänischen Skulptur.
Niels Skovgaard war Mitglied der Ausstellungskommission für die Weltausstellung in Chicago 1893 und 1914 Mitglied der Plenarversammlung der Akademie. Niels Skovgaard verstarb in seinem 80. Lebensjahr, er wurde auf dem Sorgenfri Kirkegård in Lyngby bestattet.

## Familie
Niels Skovgaard war seit dem 24. Oktober 1894 verheiratet mit Ingeborg Luplau Møller (1867–1957), der Tochter des Assistenzprofessors in Sorø Hans Georg Møller (* 1833) und dessen Frau Julie Augusta, geb. Luplau (* 1834). Der Ehe entstammten sechs Kinder: Ebbe Nielsen (1895–1982), Ole (1897–1968), Hans Georg (1898–1969), Hjalte (1899–1967), Irene Georgia (1902–1982) und Elise (1907–1984). Von den vier Söhnen ist bekannt, dass sie auch künstlerisch tätig wurden.

## Ehrungen
- 1882: Den Sødringske Opmuntringspræmie
- 1889: Bronzemedaille, Weltausstellung Paris
- 1894/95: Akademie-Prämien
- 1900: Bronzemedaille, Weltausstellung Paris
- 1937: Thorvaldsen Medaille[1][6]

## Werke (Auswahl)
Gemälde

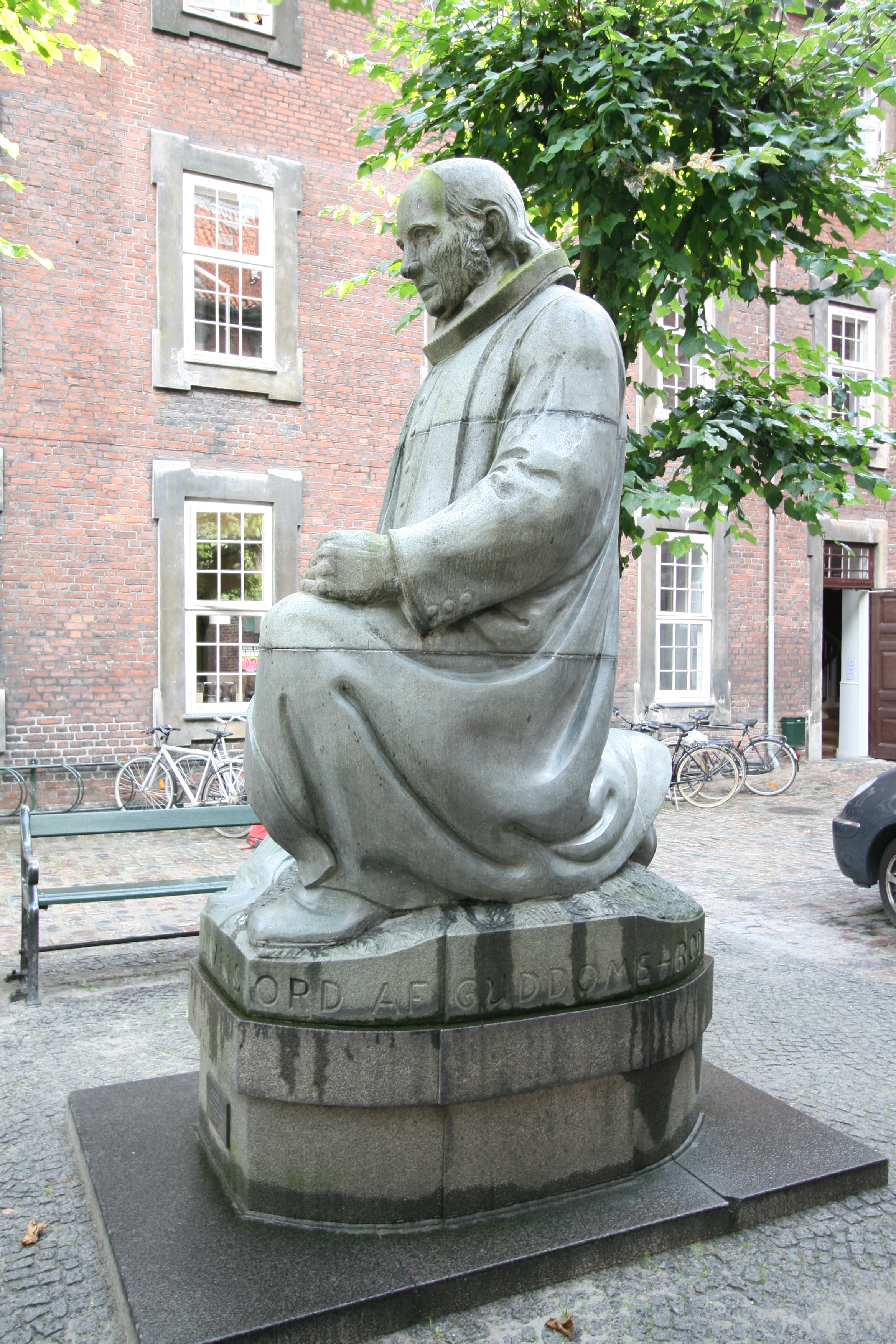
Grundtvig Statue, Haus Vartov, Kopenhagen

- 1877: Gamle udbygninger ved en herregård (Alte Erweiterungen eines Herrenhauses), Statens Museum for Kunst
- 1895: Utsikt från vår boning på Naxos (Blick von unserer Wohnung auf Naxos), Sammlung Hirschsprung
- 1909: Landskab ved Torre Pellice, Piemont (Landschaft bei Torre Pellice, Piemont), ARoS Aarhus Kunstmuseum
- 1923: Trata, kvindedansen i Megara (Trata, der Frauentanz in Megara), Skovgaard Museum
- 1905: Dåben på Pinsedag (Pfingsttaufe), Altarbild, Immanuelskirche, Frederiksberg

Bildhauer
- 1898: Magnusstenen
- 1916: Havhestebrønden (Seepferdchenbrunnen), Grønnegården im Designmuseum Danmark[7]
- 1931: Grundtvig og livskilden (Granit), im Innenhof des Hauses Vartov, dem Sitz des Grundtvig Forums, Kopenhagen

Baugebundene Arbeiten
- 1887: Aage og Else Relief aus glasiertem Ton, Statens Museum for Kunst
- 1910: Den gode hyrde (Der gute Hirte) Mosaik über dem Eingang zur Kirche von Frederiksværk
- 1907/1908: Porträtbüste von N.F.S. Grundtvig (polychrome Keramik), Skovgaard Museum